# In the Midnight Hour
Pour l’article ayant un titre homophone, voir In the Mid-Nite Hour.
Singles de Wilson Pickett
Come Home Baby
(1965) Don't Fight It
(1965)
In the Midnight Hour est une chanson de rhythm and blues écrite et composée par Steve Cropper et Wilson Pickett et interprétée par ce dernier. Elle est extraite de l'album du même titre sorti en 1965.
Aux États-Unis, la chanson se classe en tête du hit-parade R&B en août 1965 et 21e dans le Billboard Hot 100 la semaine du 4 septembre 1965.
Elle obtient la 12e place dans les charts britanniques.

## Reprises
Elle a souvent été reprise. Dès 1965, la version de Billy Brown and The Whispers se classe 4e en Australie. L'ont aussi enregistrée, entre autres : Johnny Rivers, The Righteous Brothers, Archie Bell and the Drells, Them, The Jam, Roxy Music, Tina Turner.
Son adaptation en français par Georges Aber, sous le titre Jusqu'à minuit, est interprétée par Johnny Hallyday.

## Distinctions
Devenue un grand classique du rhythm and blues, In the Midnight Hour est conservée depuis 2016 à la bibliothèque du Congrès à Washington dans le Registre national des enregistrements (National Recording Registry) pour son importance culturelle.
Elle a reçu un Grammy Hall of Fame Award en 1999.
Elle fait partie des 500 plus grandes chansons de tous les temps selon le magazine Rolling Stone.

## Classements hebdomadaires
| Classement (1965)                       | Meilleure place |
| --------------------------------------- | --------------- |
| États-Unis (Billboard Hot 100)          | 21              |
| États-Unis (Hot Rhythm & Blues Singles) | 1               |
| Royaume-Uni (UK Singles Chart)          | 12              |

## Certifications
| Pays              | Certification | Unités certifiées |
| ----------------- | ------------- | ----------------- |
| Royaume-Uni (BPI) | Argent        | 200 000           |